# Abraham Schalit
Abraham Schalit (ur. 1898 w Złoczowie, zm. 1979 w Izraelu) – izraelski historyk, specjalizujący się w okresie Drugiej Świątyni.
Po ukończeniu gimnazjum w Złoczowie wyjechał do Wiednia, gdzie studiował na Uniwersytecie. Do grona jego wykładowców należał Theodor Mommsen i Adolf Wilhelm, pod ich kierunkiem Abraham Schalit obronił doktorat. Po ukończeniu nauki w 1929 wyjechał do Mandatu Palestyny, w 1933 opublikował w niemieckim czasopiśmie historycznym „Klio” rozprawę na temat Józefa Flawiusza i Justusa z Tyberiady. W 1950 dołączył do departamentu historii Izraela i rozpoczął pracę wykładowcy Uniwersytetu Hebrajskiego, w 1957 otrzymał tytuł profesora zwyczajnego, w 1966 przeszedł na emeryturę. Był redaktorem wielu tomów Encyclopaedia Hebraica, Encyclopaedia Biblica i Encyclopaedia Judaica, a także opracowań epoki hellenistycznej w wydanej w 1972 serii książek o historii Izraela. W 1960 otrzymał nagrodę państwową Izraela oraz Nagrodę im. Saula Czernichowskiego.